# Campeonato de Escocia de Rugby 2005-06
El Campeonato de Escocia de Rugby (Premiership One) de 2005-06 fue la 33° edición del principal torneo de rugby de Escocia.

## Sistema de disputa
El torneo se disputó en formato de todos contra todos en la que cada equipo enfrentó a cada uno de sus rivales.
El equipo que al finalizar el torneo obtuviera mayor cantidad de puntos, se coronó como campeón del torneo, mientras que los últimos tres descienden a segunda división.

## Clasificación
| Pos. | Equipo                 | Encuentros | Encuentros | Encuentros | Encuentros | Tantos | Tantos | Tantos | Puntos |
| Pos. | Equipo                 | PJ         | PG         | PE         | PP         | F      | C      | Dif    | Puntos |
| ---- | ---------------------- | ---------- | ---------- | ---------- | ---------- | ------ | ------ | ------ | ------ |
| 1.º  | Glasgow Hawks          | 22         | 18         | 1          | 3          | 643    | 349    | +294   | 90     |
| 2.º  | Watsonians             | 22         | 17         | 1          | 4          | 535    | 381    | +154   | 80     |
| 3.º  | Aberdeen Grammar Rugby | 22         | 12         | 1          | 9          | 554    | 466    | +88    | 65     |
| 4.º  | Currie Chieftains      | 22         | 9          | 1          | 12         | 495    | 418    | +77    | 53     |
| 5.º  | Hawick RFC             | 22         | 12         | 0          | 10         | 388    | 429    | -41    | 53     |
| 6.º  | Melrose RFC            | 22         | 11         | 0          | 11         | 487    | 535    | -48    | 53     |
| 7.º  | Ayr RFC                | 22         | 10         | 1          | 11         | 403    | 400    | +3     | 51     |
| 8.º  | Heriot's FP            | 22         | 9          | 0          | 13         | 549    | 570    | -21    | 51     |
| 9.º  | Boroughmuir RFC        | 22         | 9          | 1          | 12         | 505    | 541    | -36    | 50     |
| 10.º | Stewart's Melville     | 22         | 11         | 0          | 11         | 422    | 545    | -123   | 48     |
| 11.º | Biggar                 | 22         | 7          | 0          | 15         | 423    | 584    | -161   | 35     |
| 12.º | Stirling County RFC    | 22         | 4          | 0          | 18         | 384    | 570    | -186   | 25     |

|  | Campeón.    |
|  | Descendido. |

| Bandera de Escocia    |
| Campeón Glasgow Hawks |
| Tercer título         |